# Cascadoperla
Cascadoperla is een geslacht van steenvliegen uit de familie Perlodidae. De wetenschappelijke naam van het geslacht is voor het eerst geldig gepubliceerd in 1979 door Szczytko & Stewart.

## Soorten
Cascadoperla omvat de volgende soorten:
- Cascadoperla trictura (Hoppe, 1938)